# رامی (گیاه)
رامی (گیاه) (نام علمی: Boehmeria nivea) نام یک گیاه گلدار از تیره گزنه‌ایان است که بومی شرق آسیاست. این پایای علفی تا ارتفاع ۲٫۵-۱ متر رشد می‌کند و برگ‌های قلبی شکل آن ۱۵-۷ سانتیمتر درازا و ۱۲-۶ سانتیمتر پهنا دارد، قسمت زیرین برگها سفید و پوشیده از کرک‌های کوچک است که ظاهری نقره‌ای فام به آنها می‌بخشد، برخلاف گزنه دو پایه، کرک‌های این گیاه باعث گزش و سوزش نمی‌شود. 